# Kolonialne marynarki wojenne Australii
Kolonialne marynarki wojenne Australii − przed utworzeniem Federacji Australijskiej w 1901, pięć z sześciu kolonii australijskich posiadało własne floty wojenne. Były to stany: Nowa Południowa Walia, Queensland, Australia Południowa, Wiktoria oraz Australia Zachodnia. Zostały zlikwidowane w roku 1901, kiedy to nowa konstytucja zabroniła stanom posiadania osobnych sił zbrojnych i powstała Royal Australian Navy.

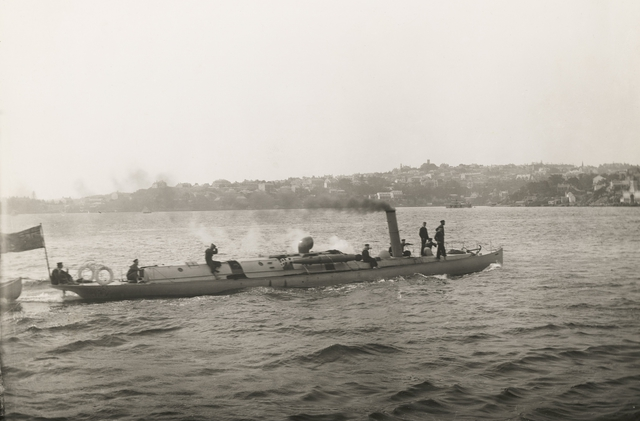
Torpedowiec Avernus in porcie Sydney.

## Nowa Południowa Walia
Utworzona pod zwierzchnictwem Rządu Nowej Południowej Walii, funkcjonowała pod dwoma nazwami – New South Wales Naval Brigade i New South Wales Naval Artillery Volunteers. W 1855 zbudowano pierwszy okręt – kanonierkę Spitfire, który pozostawał w czynnej służbie do 1859, kiedy następnie został przekazany stanowi Queensland. Pod koniec lat 70. XIX w. rząd wydał kolejny dekret o budowie dwóch torpedowców – Acherona i Avernusa, oba torpedowce zostały skonstruowane w Sydney. W 1882 do floty dołączył HMS Wolverine, który został kupiony od Royal Navy. Kwatera główna dowództwa marynarki znajdowała się w Fort Macquarie.

## Queensland
Utworzona w 1883 z dekretów Jervoisa-Scratchleya pod nazwą Queensland Maritime Defence Force. Poniższa lista przedstawia wszystkie okręty, które służyły we flocie Marynarki kolonialnej stanu Queensland:
| Nazwa  | Klasa      | Typ | Data      | Uwagi                        |
| ------ | ---------- | --- | --------- | ---------------------------- |
| Bonito | kanonierka |     | 1884–1901 |                              |
| Bream  | kanonierka |     | 1884–1901 | Zatonęła w porcie Tangalooma |

| Nazwa   | Klasa      | Typ | Data      | Uwagi                        |
| ------- | ---------- | --- | --------- | ---------------------------- |
| Dolphin | kanonierka |     | 1884–1901 | Zatonęła w porcie Tangalooma |

| Nazwa    | Klasa      | Typ      | Data      | Uwagi |
| -------- | ---------- | -------- | --------- | ----- |
| Gayundah | kanonierka | Gayundah | 1884–1918 |       |

| Nazwa    | Klasa        | Typ | Data      | Uwagi |
| -------- | ------------ | --- | --------- | ----- |
| Midge    | torpedowiec  |     | 1887–1912 |       |
| Miner    | stawiacz min |     | 1887–1901 |       |
| Mosquito | torpedowiec  |     | 1884–1910 |       |

| Nazwa | Klasa       | Typ | Data      | Uwagi                                        |
| ----- | ----------- | --- | --------- | -------------------------------------------- |
| Otter | patrolowiec |     | 1887–1906 | Zarekwirowany podczas I i II wojny światowej |

| Nazwa  | Klasa      | Typ      | Data      | Uwagi |
| ------ | ---------- | -------- | --------- | ----- |
| Paluma | kanonierka | Gayundah | 1884–1916 |       |
| Pumba  | kanonierka |          | 1884–1901 |       |

| Nazwa     | Klasa      | Typ | Data      | Uwagi                        |
| --------- | ---------- | --- | --------- | ---------------------------- |
| Stingaree | kanonierka |     | 1984–1895 | Zatonęła w porcie Tangalooma |

## Australia Południowa
W latach 80. XIX w., gubernator Australii Południowej – William Jervois, wydał akt o utworzeniu kolonialnej marynarki wojennej w stanie Australia Południowa. We wrześniu 1884 włączono pierwszy okręt – 920-tonową kanonierkę Protector, która była jednym z najbardziej zaawansowanych okrętów w całej Australii. Okręt ten brał udział m.in. w powstaniu bokserów w Chinach. Dla ochrony okrętu, rząd Australii Południowej utworzył specjalną brygadę morską. W 1905 zakupiono od Tasmanii torpedowiec TB 191.

## Wiktoria
Stan Wiktoria utworzył własną marynarkę wojenną, która działa pod nazwą Victorian Naval Forces. W 1853 rozpoczęto budowę pierwszego okrętu – HMCS Victoria, którego budowę ukończono 30 czerwca 1855. 31 maja 1856 okręt przybył do stanu Wiktoria. Jednostka brała udział m.in. w wojnach maoryskich oraz w ekspedycji Burke’a i Willisa. W 1859 sformowano brygadę morską. Następnie w 1863 brygada otrzymała status pół-milicji, ponownie przeformowana 1871, zmieniła nazwę na „Rezerwę Morską Wiktorii” i działa już jako pełny organ milicyjny. Po raz ostatni przeformowana w 1885, kiedy przyjęła nazwę „Brygady Morskiej Wiktoii”. W okresie swej świetności brygada liczyła 300 milicjantów. Po olbrzymim sukcesie zakupu okrętu HMCS Victoria rząd kolonialny Wiktorii dokonał zakupu „monitora parapetowego” HMVS Cerberus, wraz z zakupem tego okrętu, Royal Navy podarowała okręt liniowy HMS Nelson. W 1884 do listy okrętów VNF dołączono torpedowce: HMVS Childers, HMVS Lonsdale oraz HMVS Nepean a także kanonierki: HMVS Victoria (1884) oraz HMVS Albert. W 1886 dołączyła kolejna łódź torpedowa – HMVS Gordon, zaś w 1892 – HMVS Countess of Hopetoun. Na potrzeby militarne zmodyfikowano również dwie szalandy – Batman i Fawkner. Obydwa okręty zostały uzbrojone w działa 6-funtowe zamontowane na dziobach okrętów. Holownik Gannet oraz parowiec Lady Loch także zostały podobnie zmodyfikowane. Okręty zarządu portowego Commissioner i Customs No. 1 zostały zmodyfikowane w łodzie torpedowe. W 1885, rządowe parowce Lion i Spray zostały uzbrojone w 6-funtowe działa Armstronga. Spray przeszedł później kolejną modyfikację – w okręcie tym, zamontowano dwie wyrzutnie torpedowe. Kwatera główna marynarki Wiktorii znajdowała się w Port Phillip.

## Australia Zachodnia
Australia Zachodnia nie posiadała własnej wojennej marynarki kolonialnej do 1890, kiedy to utworzono samorząd stanu Australia Zachodnia. Jednakże w 1879 utworzono jednostkę milicyjną, której nadano nazwę „Artylerii Morskiej Fremantle”. Jednostka miała ochraniać port Fremantle w Perth, a żołnierzy stanowili byli marynarze Royal Navy oraz morscy najemnicy. Jednostka została wyposażona w dwa 6-funtowe działa polowe zamontowane w porcie bez możliwości przemieszczania ich. W 1889 wymieniono działa na silniejsze działa 9-funtowe z możliwością przemieszczania ich. Po przeformowaniu jednostka przyjęła nazwę „Artylerii Ochotniczej Fremantle”.

## Tasmania
W połowie lat 30. XIX w. koloniści zamieszkujący Ziemię van Diemena wybudowali i uzbroili szkuner, który nazwali Eliza. Okręt został wybudowany w Port Arthur i przeznaczony głównie do walki z piractwem morskim. W 1883 Tasmania otrzymała torpedowiec TB 191. Okręt przybył do stolicy stanu – Hobart, 1 maja 1884 i pozostawał w służbie do 1905, kiedy następnie został przekazany Australii Południowej.